# SV Bergisch Gladbach 09
Maillots
Le SV Bergisch Gladbach 09 est un club de football basé à Bergisch Gladbach, en Rhénanie-du-Nord-Westphalie. Le club est fondé en 1919 à la suite de la fusion du FC 09 Bergisch Gladbach (que le FC Montania Bergisch-Gladbach avait rejoint la même année), fondé en 1909, avec le TSV Zanders Bergisch Gladbach, le club des travailleurs de la papeterie Zanders. Le club porte le nom de SSG 09 Bergisch Gladbach entre 1973 et 2008.

## Développement du club
En 1936, le club fusionne avec le VfL Gronau. En 1969, la SSG Bergisch Gladbach (SSG : Spiel- und Sport-Gemeinschaft) est créé à partir de clubs des quartiers de la ville comme le Sportfreunde Paffrath, SV Blau-Weiß Hand et le SSV Katterbach, sur l'initiative de l'entrepreneur Franz Weißenberger. Les difficultés financières qui menaçaient l'existence du SV Bergisch Gladbach 09 à l'époque conduisent à une fusion des deux clubs en 1973 pour former la SSG 09 Bergisch Gladbach. Avec la levée de l'interdiction du football féminin en Allemagne de l'Ouest en 1970, le club crée une section de football féminin. L'ensemble de cette section est transféré au TuS Köln rrh. 1874 en 1996,puis elle devient la section féminine du Bayer Leverkusen le 1er juillet 2008.
En 2007, le club retire "SSG" de son nom, puis il reprend le nom de SV Bergisch Gladbach 09 en avril 2008.
En 2009, la section féminine du SV Blau-Weiß Hand prend le nom de 1. FFC Bergisch Gladbach (de). En avril 2019, une fusion entre le 1. FFC et le SV Bergisch Gladbach 09 est envisagée pour la saison 2020-2021, mais elle n'est pas approuvée par l'assemblée générale du 1. FFC Bergisch Gladbach et est donc annulée,.

## Football masculin

### SV Bergisch Gladbach 09 (1919–1973)
Les footballeurs de Gladbach remportent leurs premiers succès à la fin des années 1920 en Rheinbezirksliga, lors des saisons 1928-1929, 1930-1931 et 1931-1932. Sous le Troisième Reich, l'équipe évolue dans les ligues inférieures. Après la fin de la Seconde Guerre mondiale, en 1947, l'équipe obtient sa place en Bezirksklasse, puis est directement promue en Rheinbezirksliga. En 1949, les 09er font partie des membres fondateurs de la Zweite Oberliga West, et terminent 3e du groupe II lors de la saison 1950-1951. Anton Höffken joue un rôle majeur dans cette performance, en devenant le meilleur buteur du championnat avec 23 buts.
La saison suivante, l'équipe est reléguée. En effet, la Zweite Oberliga West passant à 1 groupe, la 8e place était nécessaire au maintien, et les 09er ont fini 11e à un point du maintien. Le club évolue par la suite en Landesliga (D3), et remporte son groupe de Landesliga Mittelrhein 1952-1953 avec 162 buts marqués. Ils battent ensuite le SpVg Frechen 20 et se qualifient pour le championnat d'Allemagne de football amateur (deutsche Amateurmeisterschaft), qu'ils remportent en battant le Homberger SV 3-2 en finale au Stadion am Zoo (de) à Wuppertal.
Bien qu'ils aient décidé de ne pas revenir en 2e division, les 09er se qualifient pour la DFB-Pokal 1953-1954, en tant que champions amateurs. Ils affrontent le VfB Stuttgart au 1re tour, et arrachent le nul après prolongations. Ils sont battus 6-0 lors du match d'appui à Stuttgart. En 1955, le club remporte à nouveau la Landesliga Mittelrhein face au Stolberger SV. Ils disputent ainsi à nouveau le championnat d'Allemagne de football amateur, lors duquel ils sont éliminés dès le 1re tour par le Sportfreunde Siegen. Un an plus tard, ils font partie des membres fondateurs de la Verbandsliga Mittelrhein (D3). Ils remportent ce championnat en 1958, un point devant le Bonner FV.
Le club ayant à nouveau refusé la promotion en 2e division, il dispute le championnat d'Allemagne de football amateur, où il termine dernier derrière le Hombrucher FV 09 et le TuS Lintfort. Au début des années 1960, Gladbach niche de plus en plus bas dans le tableau, et descend en Landesliga (D4) en 1965. Ils remontent directement en Verbandsliga (D3), mais à part les 3e places en 1967 et 1971, l'équipe lutte constamment pour le maintien. En 1969, ils ne doivent leur survie qu'à un match d'appui face aux amateurs du Bayer Leverkusen, remporté 3-2 après prolongation. Quatre ans plus tard, le club redescend en Landesliga (D4).

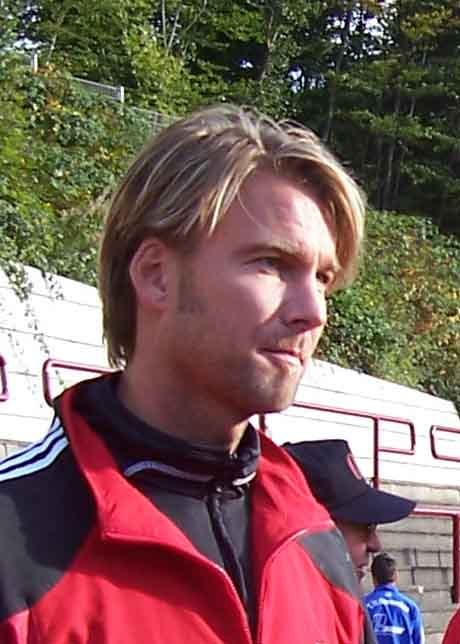
Lars Leese

### SSG 09 Bergisch Gladbach (1973–2008)
En Landesliga (D4), le club reste constamment dans le 1er tiers, sans pour autant s'approcher des places de promotion. Avec l'introduction de l'Oberliga Nordrhein (D3) en 1978, le club est reversé en Verbandsliga (D4), avant de revenir en Landesliga (D5) en 1980. Un accord de coopération avec le Bayer Leverkusen permet au club d'être promu en Oberliga Nordrhein (D3) en 1987, après deux promotions successives (LL→VL→OL). Cependant, l'équipe échoue à se maintenir et redescend à la fin de la saison 1987-1988. Deux ans plus tard, le club finit vice-champion de Verbandsliga Mittelrhein (D4) derrière le TuS 08 Langerwehe, avant d'être à nouveau relégué en Landesliga (D5) en 1992.
Le club fait ensuite l'ascenceur. En 1996, après deux promotions consécutives sous la direction d'Harald Konopka, l'équipe revient en Oberliga Nordrhein (D4), avant de redescendre en Verbandsliga (D5) deux ans plus tard. En 2003, Gladbach finit 2e derrière le PSI Yurdumspor Köln et remporte le barrage de promotion 3-1 face au Viktoria Goch. Après avoir terminé dernier du classement lors de la saison 2003-2004, ils redescendent directement. En 2006, l'équipe revient en Oberliga Nordrhein pendant deux ans sous la direction de l'entraîneur Lars Leese.

### SV Bergisch Gladbach 09 (depuis 2008)
En 2009, le club obtient sa promotion en NRW-Liga (D5), et s'y établit. En 2012, le club est promu non sans chance en Regionalliga Ouest. En effet, malgré sa 9e place, le club profite de la non-éligibilité à la promotion des réserves de l'Arminia Bielefeld et de l'Alemannia Aachen. Lors des barrages de promotion, le club, entraîné par Dietmar Schacht, bat le SG Wattenscheid 09. Une fois de plus, le club ne parvient pas à se maintenir, finissant 18e de Regionalliga Ouest 2012-2013. Ils sont promus à nouveau en 2019 en Regionalliga Ouest, avant d'être relégué en Mittelrheinliga en 2021.

### Palmarès
- Champion d'Allemagne amateur : 1953
- Participation à la DFB-Pokal : DFB-Pokal 1953-1954
- Champion de Mittelrheinliga : 1953, 1955, 1958, 1996, 2006, 2009, 2019
- Participation en A-Junioren-Bundesliga : 2008-2009
- Participation en B-Junioren-Bundesliga : 2010-2011, 2011-2012

## Football féminin

### SSG 09 Bergisch Gladbach
La section féminine de la SSG 09 Bergisch Gladbach a attiré l'attention à l'échelle nationale en raison de ses succès dans les années 1970 et 1980. Plusieurs de ses joueuses ont fait partie de l'équipe nationale féminine.
Le club est toujours détenteur du record de titres nationaux, avec neuf titres remportés sous l'égide de la DFB. Le club remporte trois fois la coupe des clubs (Vereinspokal), et le club remporte le Women's World Invitational Tournament (en), un tournoi organisé par la fédération de Taipei chinois de football, à deux reprises,.

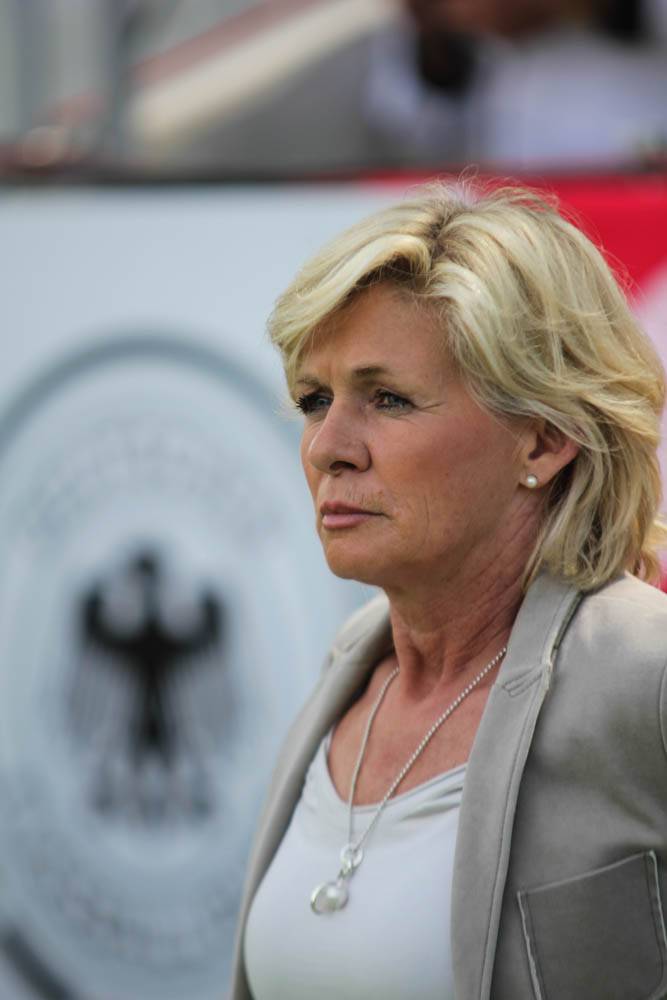
Silvia Neid, ancienne entraîneuse de Bundesliga et ancienne joueuse du SSG 09 Bergisch Gladbach

### Palmarès
- Deutsche Fußballmeisterschaft (Frauen) : 1977, 1979, 1980, 1981, 1982, 1983, 1984, 1988, 1989
- DFB-Pokal Frauen : 1980-1981, 1981-1982, 1983-1984
- Champions du Rhin moyen : 1977, 1979, 1980, 1981, 1982, 1983, 1984, 1985, 1986, 1987, 1988, 1989, 1990
- Mittelrheinpokal : 1981, 1982, 1983, 1984, 1986, 1988, 1989
- Vainqueur du Women's World Invitational Tournament (en) : 1981, 1984

### Anciennes joueuses
| - Petra Bartelmann (25 sélections) - Gaby Dlugi-Winterberg (8 sélections) - Heidi Engel (1 sélections) - Angelika Fehrmann (9 sélections) - Christel Frese - Ingrid Gebauer (3 sélections) - Manuela Goller (45 sélections) - Andrea Haberlaß (10 sélections) - Brigitte Klinz (8 sélections) - Doris Kresimon (7 sélections) | - Bettina Krug (3 sélections) - Petra Landers (15 sélections) - Silvia Neid (111 sélections) - Rosemarie Neuser (8 sélections) - Beverly Ranger - Judith Roth (1 sélections) - Monika Steinmetz, née Degwitz (22 sélections) - Anne Trabant-Haarbach (8 sélections) - Cornelia Trauschke (3 sélections) - Elke Walther (17 sélections) |

## Stade

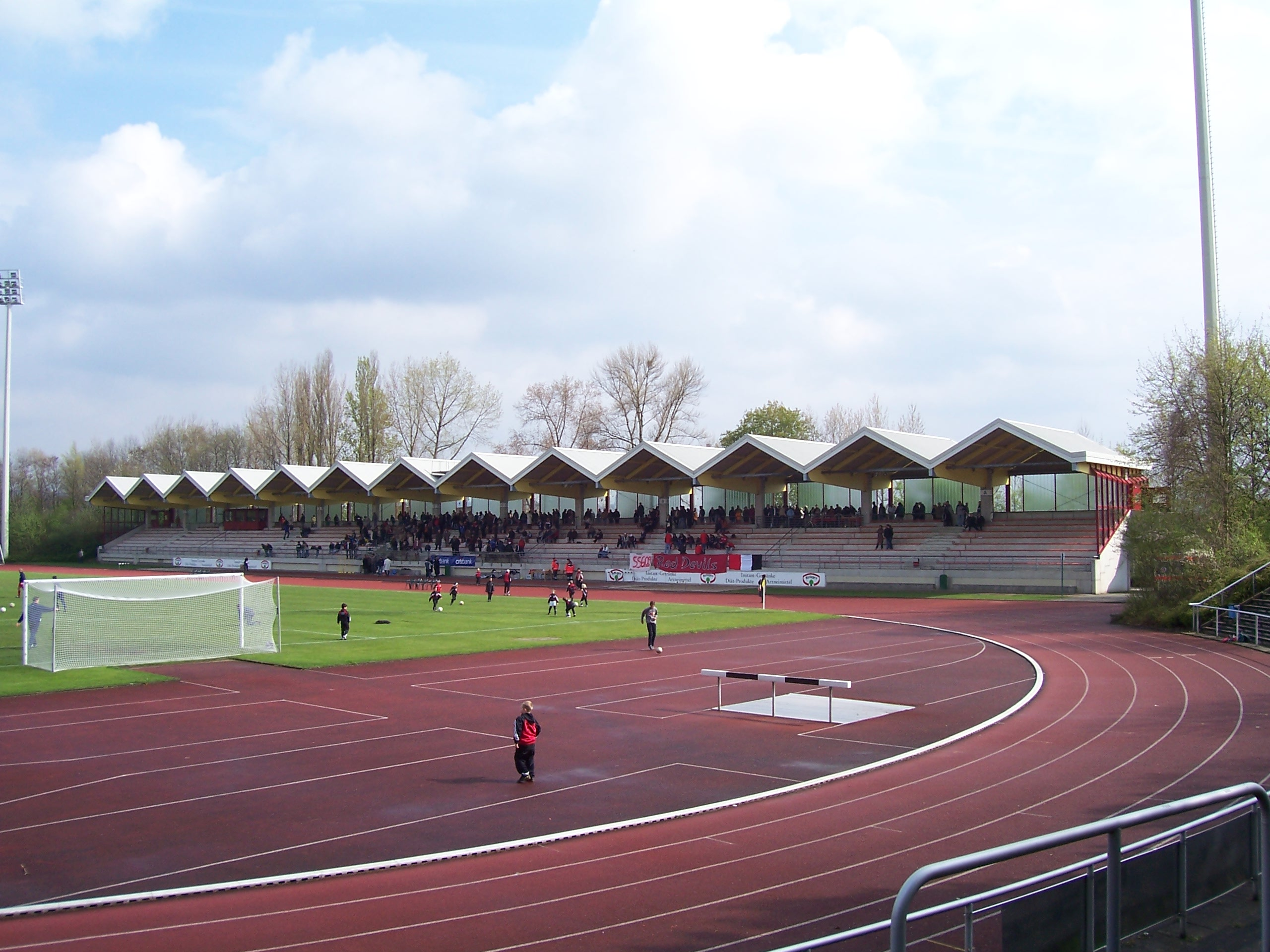
BELKAW-Arena

L'équipe première joue ses matchs à domicile au Stadion an der Paffrather Straße. Depuis septembre 2005, le stade porte le nom de BELKAW-Arena, d'après l'entreprise Bergischen Licht-, Kraft- und Wasserwerke. Le stade actuel est construit au milieu des années 1980, et est inauguré le 27 septembre 1986. La capacité du stade est d'environ 10 500 places, dont 1 800 places couvertes.
C'est en 1932-1933 que le premier terrain de sport est construit sur l'emplacement du stade actuel. Le Waldstadion avait alors une capacité de 300 places. À la suite des dégâts subis par le stade pendant la Seconde Guerre mondiale, un nouveau bâtiment est construit dans les années 1950. La capacité du Kreisstadtstadion était alors de 12 000 places. Cette capacité n'a été pleinement utilisée que lors de la finale du Championnat d'Allemagne de football féminin 1979, quand le SSG 09 remporte la finale face au Bayern Munich sur un score de 1-0.